# Tuc de Tarterau
El Tuc de Tarterau és una muntanya de 2.641 metres que es troba a la capçalera del riu Unhòla, entre els municipis de Naut Aran, a la comarca de la Vall d'Aran i França. A l’est del tuc de Tarterau es troba el Tuc de Mauberme, i a l’oest el Tuc de Comenge.